# Maria, Duquesa da Borgonha
Maria de Borgonha (em francês: Marie de Bourgogne; Bruxelas, 13 de fevereiro de 1457 — Bruges, 27 de março de 1482), cognominada a Rica, foi duquesa titular da Borgonha.

## Primeiros anos

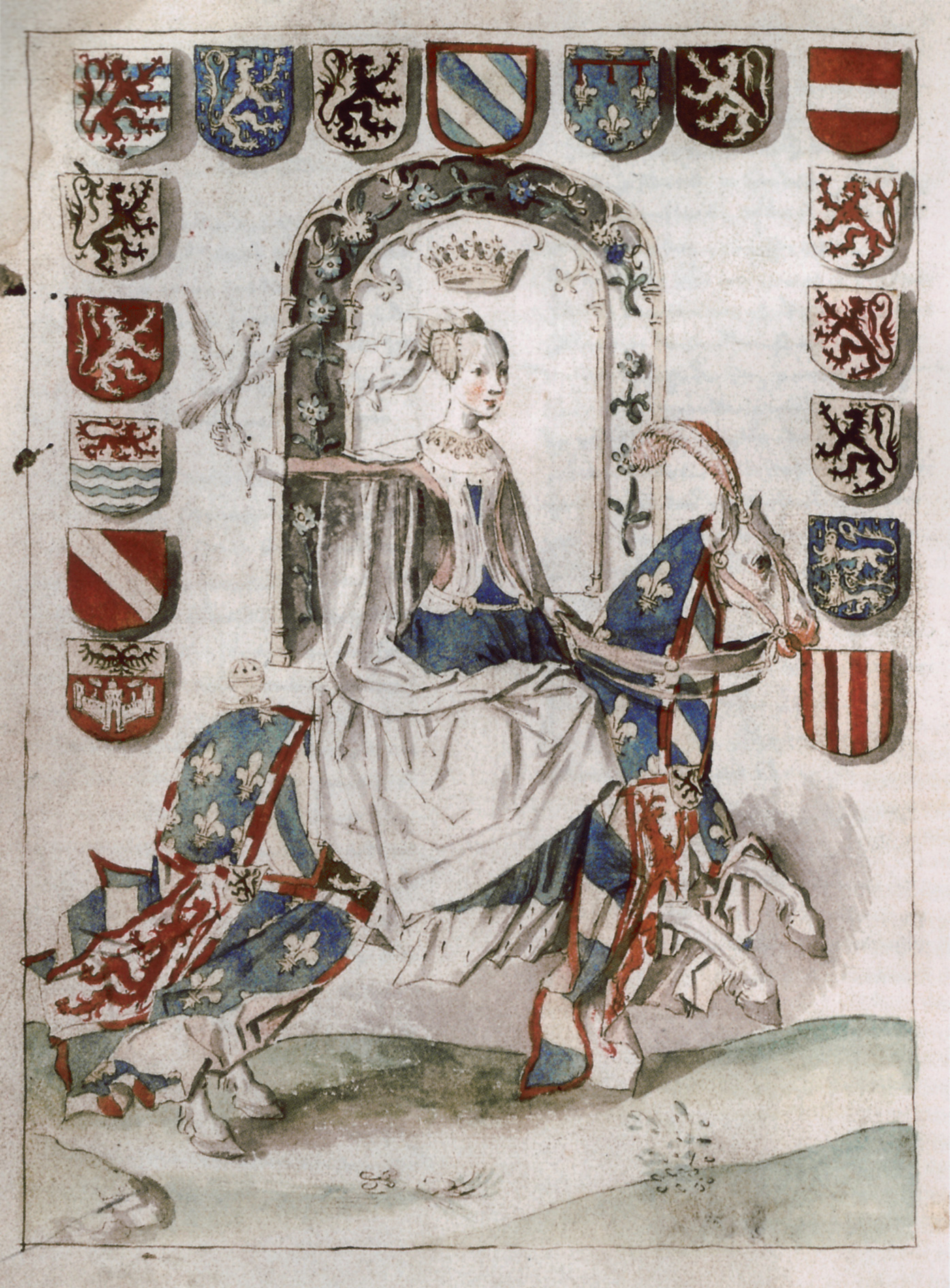
Maria da Borgonha como governante cercada pelos brasões de seus domínios. A manta de cavalo mostra o brasão dos duques da Borgonha.
Final do século XV.

Maria nasceu em 13 de fevereiro de 1457 em Bruxelas, no castelo ducal de Coudenberg. Seu pai Carlos era filho de Filipe, o Bom, Duque de Borgonha e Isabel de Portugal. Seu título na época era Conde de Charolês. Sua mãe era Isabel, filha do Duque de Bourbon. No dia em que Maria nasceu, seu pai saiu para caçar. O Delfim Luís da França (mais tarde rei Luís XI) era nesse momento um convidado do duque de Borgonha e estava presente do lado de fora da porta da câmara de nascimento. A criança recém-nascida foi carregada por sua avó, a Duquesa, para o Delfim que esperava. Ele pediu que o bebê fosse chamado de Maria, em homenagem à sua própria mãe.
O batismo de Maria foi um acontecimento esplêndido, especialmente para uma menina. O Delfim Luís atuou como seu padrinho. Ela foi então levada de volta ao quarto de sua mãe e colocada na cama. Senhoras e senhores entraram na sala e foram servidos temperos cristalizados e hipocras. A maior parte de sua infância foi passada no castelo ducal de Ten Waele em Gante. Sua governanta era Jeanne de Clito, Lady Hallewijn, prima do cronista Philippe de Commines. Lady Hallewijn foi a companhia mais constante de Maria pelo resto de sua vida. Ana de Borgonha, mais tarde esposa do Lorde Ravenstein, foi responsável pela educação de Maria.

### Educação
Maria recebeu uma boa educação digna da herdeira mais cobiçada da Europa. Ela deveria ter todos os caprichos satisfeitos. Ela teve alguns companheiros quando era jovem, principalmente seus primos, os filhos de Lorde Ravenstein, Felipe de Cleves e João de Cleves. Ela cresceu com um interesse ardente por animais. Sua avó Isabel deu-lhe uma coleção de macacos e papagaios. Ela tinha animais de estimação, incluindo uma girafa e cães. Ela adorava música, xadrez e arte. Ela passou a amar o exercício físico, especialmente a caça, equitação e falcoaria. Ela patinava nos lagos congelados do Palácio Coudenberg e caçava por horas. Quando Maria ficou em Bruxelas, apreciou o grande parque de veados de Warende que rodeava o palácio ducal.

### Margarida de Iorque
A mãe de Maria estava gravemente doente há algum tempo, provavelmente com tuberculose. Ela morreria em 25 de setembro de 1465. Filipe, o Bom, morreria dois anos depois e o pai de Maria finalmente se tornou duque de Borgonha. Carlos estava procurando uma esposa naquela época e escolheu a princesa inglesa Margarida de Iorque. As negociações de casamento foram finalizadas em 1468 e em junho daquele ano, Margarida partiu da Inglaterra e chegou a Sluys. A avó de Maria, a duquesa Isabel, planejou cuidadosamente todas as festividades do casamento. Maria e Isabel conheceram Margarida e retiraram-se para um jantar privado de três horas. Maria tinha onze anos, era gentil e pálida com olhos castanho-acinzentados suaves. Ela era pequena e delicada e se movia com uma graça cheia de dignidade.
Com base no relacionamento duradouro dessas duas mulheres, esse encontro deve ter corrido bem. Embora Maria sentisse muito a falta de sua mãe, ela tinha muito em comum com Margarida. Ambas gostavam de caçar, cavalgar, ler e falcoaria. Margarida aprendeu francês e holandês com Maria e Maria aprendeu um pouco de inglês com Margarida. Maria era religiosa e obediente como Margarida e elas deveriam fazer peregrinações juntas. Era para ser uma relação política forte, bem como pessoal. Margarida deveria cuidar de Maria como se ela fosse sua própria filha.

## Pretendentes
O pai de Maria estaria longe de sua família durante a maior parte de seu reinado, lutando em guerras e administrando seu reino. Carlos recebeu uma variedade estonteante de pretendentes pela mão de Maria. Alguns desses candidatos incluíam Fernando de Aragão (que acabou se casando com Isabel de Castela); Nicolau de Lorena; Jorge, Duque de Clarence (irmão de Margarida de Iorque); Duque Francisco II da Bretanha; o Delfim Carlos da França; Carlos, Duque de Berry (irmão do rei Luís XI); Felisberto de Saboia e Maximiliano, o arquiduque de Habsburgo. Maximiliano foi o candidato mais falado. As negociações começaram em 1463 e ocorreram novamente em 1467, 1469 e 1473. Depois que Carlos lutou na Batalha de Neto em 1476, as negociações tornaram-se sérias. Maria escreveu uma carta de noivado a Maximiliano e a enviou com um anel. O casamento estava marcado para acontecer em Colônia em 1477. Mas mesmo isso não foi garantiu o enlace.

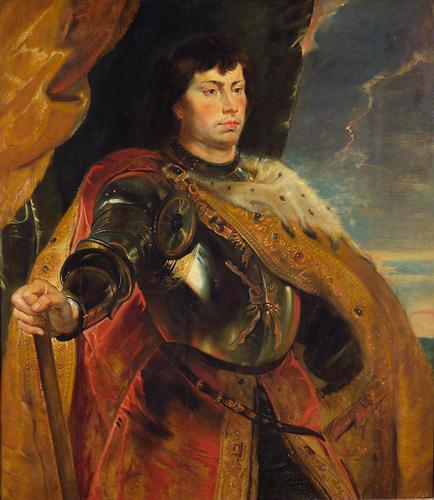
O pai de Maria, Carlos, Duque da Borgonha
Por Peter Paul Rubens, c. 1618

### Morte do Duque de Borgonha
No inverno de 1477, Margarida e Maria começaram a receber relatos de que o duque Carlos havia morrido na Batalha de Nancy. As duas mulheres estavam em Gante e suas circunstâncias eram terríveis. Maria tinha vários conselheiros dando-lhe conselhos e notícias desastrosas estavam chegando rapidamente. Eventualmente, o corpo de seu pai foi encontrado. Maria não tinha dinheiro, tropas e poder. Ela era sem dúvida uma prisioneira dos cidadãos de Gante. Margarida e Maria convocaram uma reunião com os encarregados das propriedades e Maria fez um discurso em que renunciou a uma enorme taxa que havia sido dada a seu pai, aliviando-os da dívida. Havia uma carta redigida chamada “Grande Privilégio”. Ele foi projetado para restaurar os direitos locais. Maria foi forçada a prometer governar com o conselho do conselho em todos os assuntos, incluindo seu casamento, guerra e paz.
Muitos nobres foram feitos prisioneiros e muitos abandonaram Maria e se aliaram ao rei Luís XI da França. Luís acabou anexando a Borgonha ao seu reino. Mesmo que Maria não governasse mais o ducado da Borgonha, ela manteve o título de duquesa. Margarida foi forçada a deixar Gante para sua própria segurança. Alguns dos conselheiros de Maria e os comerciantes ricos que apoiaram o governo repressivo de seu pai foram capturados e mortos por uma multidão enfurecida.

## Casamento

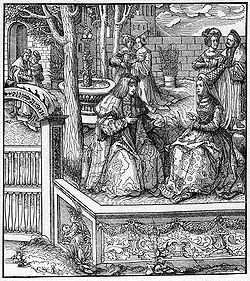
Gravura de Maria da Borgonha e seu marido arquiduque Maximiliano.

Os conselheiros de Maria estavam insistindo para que ela se casasse com vários candidatos, mas Maria tinha seu coração no arquiduque Maximiliano. Margarida rapidamente finalizou o tratado de casamento com Maximiliano. Maximiliano foi esculpido na sucessão do ducado. Tudo o que restava do reino de Carlos deveria ir para os filhos de Maria e Maximiliano. Em 19 de abril de 1477, enviados do arquiduque chegaram com uma carta e um anel. Maria aceitou imediatamente e um casamento por procuração ocorreu dois dias depois. Maximiliano deixou a Áustria em maio e levou dez semanas para fazer sua viagem à Borgonha, principalmente por falta de fundos. Ele tinha dezoito anos, dois anos mais novo que Maria, cabelos loiros, era elegante e bem educado e falava sete idiomas. Como Maria, ele gostava de caçar e cavalgar. Maximiliano chegou em 18 de agosto e eles se casaram no mesmo dia. Uma trégua foi negociada com o rei Luís XI, que durou um ano. No entanto, essa trégua não foi renovada.
Poucas noites depois de seu casamento, Maria trouxe falcões com ela para o quarto. O casal se apaixonou, e o casamento parece ter sido bastante feliz. Maria ensinou francês a Maximiliano e ele lhe ensinou alemão. Eles leram romances juntos e foram caçar. Seu galgo dormia no mesmo quarto com eles. Eles teriam três filhos. Filipe, futuro rei de Castela, conhecido como o Belo, nasceu em julho de 1478. Margarida nasceu em 10 de janeiro de 1480. Em setembro de 1481, Maria teve um menino chamado Francisco, que morreu pouco depois de nascer. Maria caiu em depressão pós-parto. Entretanto, Maximiliano passava muito tempo longe, lutando contra o astuto rei Luís XI.
Alguns historiadores dizem que ela teria vivido um caso de amor com o Conde de Brabante, com quem teria tido um filho bastardo, que permaneceu oculto e cujo paradeiro perdeu-se.

## Descendência

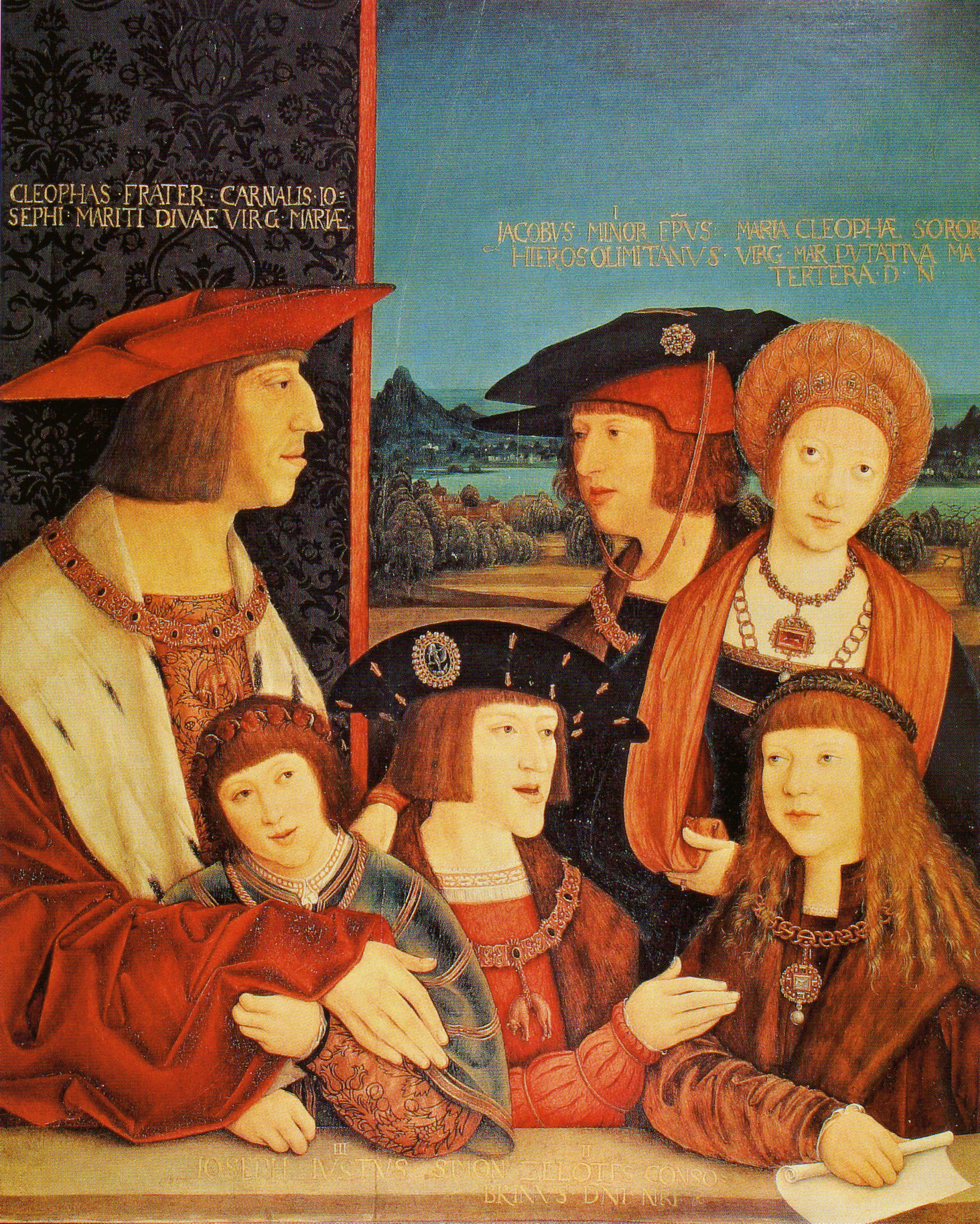
A família de Maximiliano I e Maria
Por Bernhard Strigel
Museu de História da Arte em Viena

Casou-se com Maximiliano I de Habsburgo, filho do imperador Frederico III, em 18 de agosto de 1477, na cidade de Gante. Nasceram dois filhos, que se uniram em casamentos, na mesma ocasião, à Casa de Trastâmara, ou seja, a filhos dos reis católicos Fernando II de Aragão e Isabel I de Castela.
1. Filipe I de Castela (22 de julho de 1478 - 25 de setembro de 1506), casado com Joana de Castela. Por esse casamento, Maria foi avó do imperador Carlos V.
2. Margarida de Áustria, duquesa de Saboia (10 de janeiro de 1480 - 1 de dezembro de 1530), que casou com João, Príncipe das Astúrias, irmão de Joana de Castela. Em segunda núpcias se casou com o duque Felisberto II de Saboia.
3. Francisco (2 de setembro de 1481 - 26 de dezembro de 1481).[3][4]

## Últimos anos

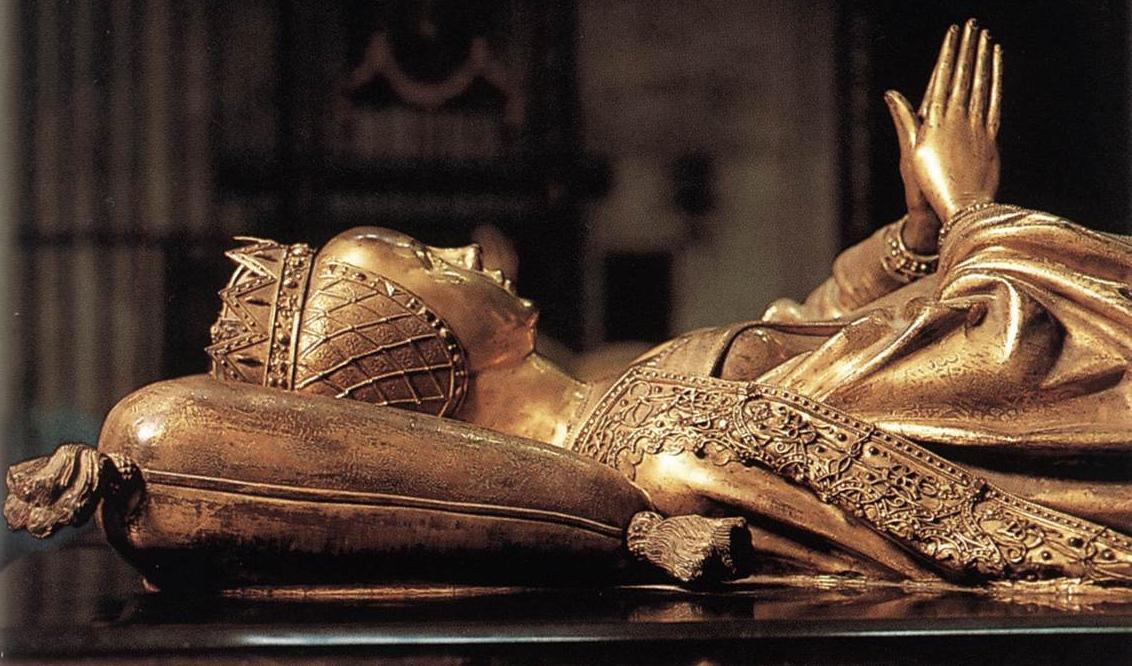
Túmulo de Maria da Borgonha
Por Jan Borreman (1602), na Igreja Nossa Senhora de Bruges, (Bélgica).

Maria tinha uma grande paixão por caça, maior ainda do que a da maioria dos homens da época. Em março de 1482, apesar de estar já grávida do seu quarto filho, Maria participou numa caça ao falcão nos pântanos de Wijnendaele, perto de Bruges, organizada pelo seu mestre de cavalos, Lorde Ravenstein. No entanto, durante a saída, o cavalo tropeçou, jogou Maria em uma vala em construção e caiu em cima dela, a esmagando. Foi encontrada já quase inconsciente e pediu para ser levada para o seu palácio, em Bruges, onde morreu três semanas depois. Ela se recusou a deixar-se examinar por vergonha.
Maria entendeu que estava morrendo. A duquesa confortou seu marido, que estava desesperado, se despediu de suas damas de companhia e de seus filhos. Maria implorou à sua madrasta para cuidar de seus filhos. A duquesa fez seu testamento, nomeando seu marido guardião de seu herdeiro. Maria morreu em 27 de março e foi sepultada na Igreja de Nossa Senhora em Bruges. Em 1502, ela foi reenterrada sob um magnífico monumento de bronze por Pierre de Beckere de Bruxelas.